# (648) Pippa
(648) Pippa – planetoida należąca do zewnętrznej części pasa głównego asteroid okrążająca Słońce w ciągu 5 lat i 282 dni w średniej odległości 3,22 au. Została odkryta 11 września 1907 roku w Landessternwarte Heidelberg-Königstuhl w Heidelbergu przez Augusta Kopffa. Nazwa planetoidy pochodzi od tytułowej bohaterki noweli Und Pippa tanzt (A Pippa tańczy!) Gerharta Hauptmanna. Przed jej nadaniem planetoida nosiła oznaczenie tymczasowe (648) 1907 AE.